# Jack Nichols (aktivist)
John Richard "Jack" Nichols Jr. (Washington, D.C., 16. ožujka 1938. – Cocoa Beach, Florida, 2. svibnja 2005.) bio je američki aktivist za prava homoseksualaca. Suosnivač je ogranka Društva Mattachine u Washingtonu, DC, 1961. godine s Franklinom E. Kamenyjem. Godine 1967., pojavio se u dokumentarcu CBS-a Homoseksualci godine, pod pseudonimom Warren Adkins.

## Životopis
Nichols je rođen 16. ožujka 1938. u Washingtonu, DC. Otac mu je bio agent FBI-a. Nichols je odrastao u Chevy Chase, Maryland i izašao kao gej svojim roditeljima kao tinejdžer. Njegovi su se roditelji razveli, a majka je nakon toga bila udana za Williama B. Southwicka, nasilnog alkoholičara koji je šest godina živio na Cocoa Beachu na Floridi Nichols je tri godine živio s ujakom i tetom iranskog šah Mohammada Reze Pahlavija i naučio perzijski.
Nichols je napustio školu s 12 godina. U 15. godini nadahnut je pjesmama Walta Whitmana i djelima Roberta Burnsa. Prema vlastitom kazivanju, već 1955. je sa svojim gay prijateljima dijelio knjigu Donalda Webstera Coryja Homoseksualac u Americi.

## Aktivizam
Nichols je 1961. zajedno s Frankom Kamenyjem osnovao Mattachine Society iz Washingtona i Mattachine Society s Floride 1965. godine. Mattachine Society iz Washingtona bilo je neovisno od nacionalnog Društva Mattachine, koji se formalno raspao nekoliko mjeseci ranije.
Počevši od 1963. godine, predsjedavao je društvom Mattachine u Washingtonu, Odborom za vjerska pitanja, koji se kasnije razvio u Vijeće Washingtona za religiju i homoseksualce. Ova je organizacija bila pionir u uspostavljanju veza između pokreta za homoseksualna prava i Nacionalnog vijeća crkava.
Nichols je vodio prvi marš homoseksualnih prava na Bijelu kuću, u travnju 1965. godine, i sudjelovao je u piketima godišnjih podsjetnika u dvorani Independence Hall u Philadelphiji, koji su se održavali svakog 4. srpnja od 1965. do 1969. godine. On i drugi aktivisti uspješno su lobirali u Američkom psihijatrijskom udruženju da poništi svoju definiciju homoseksualnosti kao oblika duševne bolesti.
Godine 1967. Nichols je postao jedan od prvih Amerikanaca koji je otvoreno pričao o svojoj homoseksualnosti na nacionalnoj televiziji kada se pojavio u CBS Reports: The Homosexuals, dokumentarnom filmu CBS News. Iako si je dopustio intervju s kamerom, gospodin Nichols u emisiji je koristio pseudonim "Warren Adkins" zbog oca, agenta FBI-a. Otac mu je prijetio smrću ako američka vlada sazna da mu je Jack sin i izgubi željeno sigurnosno odobrenje. Upotreba imena "Warren" bila je u znak poštovanja prema jednom od Nicholsovih ranih ljubavnika kojega je upoznao prilikom posjeta tetki i ujaku na Neptune Beachu na Floridi 1961. godine. Nichols je rano volio jednostavne ljude sa zemlje, a njegov ljubavnik Warren bio je iz Zapadne Virginije. Na kraju bi ta strast prema "brđanima" dovela do prve velike ljubavi u njegovom životu, Ligea Clarkea, koji je bio iz Kentuckyja.
Zbog pojavljivanja u dokumentarcu, Nichols je otpušten s posla u International Innu smještenom u Washingtonu, DC dan nakon što je emitiran.

## Nickols kao pisac
Nichols je sa svojim partnerom Ligeom Clarkeom počeo pisati kolumnu "Homoseksualni građanin" za časopis Screw 1968. godine. "Homoseksualni građanin", koji je naslov posudio iz novina koje je objavio Mattachine DC, bio je prva LGBT kamata u ne-LGBT publikaciji. Kao rezultat ove kolumne, Nichols i Clarke postali su poznati kao "Najpoznatiji gay par u Americi".
Godine 1969., nakon preseljenja u New York City, Nichols i Clarke osnovali su GAY, prve tjedne novine za homoseksualce u Sjedinjenim Državama koje se distribuiraju na kioscima. Publikacija se nastavila do Clarkeova ubojstva sjeverno od Veracruza u Meksiku. Od 1977. do 1978. bio je urednik časopisa Sexology. Nichols je angažiran 1981. kao urednik vijesti časopisa San Francisco Sentinel.
Od veljače 1997. godine, Nichols je viši urednik u GayToday.com, online newsmagazin.
U studenom 2010., prijateljica Jacka Nicholsa, Stephanie Donald, pokrenula je LGBT-Today.com, u znak počasti Nicholsu i Pokretu za gej prava, i zajedno je okupila većinu izvornog osoblja GayToday.com, uključujući Franka Kamenyja koji je ekskluzivno pisao za LGBT-Today.com do njegove smrti 11. listopada 2011.

## Smrt
Preminuo je 2. svibnja 2005. od komplikacija od raka slinovnice. Njegov najbolji prijatelj, Steve Yates, bio je nazočan u vrijeme njegove smrti. Nicholsov posljednji zahtjev bio je da čuje njegovu omiljenu pjesmu, "Ev'ry Time We Say Goodbye" Rosemary Clooney, koju je Yates odsvirao u nickolsovim posljednjim trenucima.

## Radovi
- Clarke, Lige; Jack Nichols. 1971. I have more fun with you than anybody. St. Martin's Press
- Clarke, Lige; Jack Nichols. 1974. Roommates Can't Always be Lovers: An Intimate Guide to Male-male Relationships. St. Martin's Press
- Jack Nichols. 1975. Men's Liberation: A New Definition of Masculinity. Penguin. ISBN 0-14-004036-6
- Jack Nichols (1976). Welcome to Fire Island. St. Martin's Press
- Jack Nichols. 1996. The Gay Agenda: Talking Back to the Fundamentalists. Prometheus. ISBN 9781573921039. Pristupljeno 17. veljače 2014.. The Gay Agenda: Talking Back to the Fundamentalists.
- Jack Nichols. 2004. The Tomcat Chronicles: Erotic Adventures of a Gay Liberation Pioneer. Haworth Press. ISBN 1-56023-488-1